# Les Chevaliers blancs
Pour plus de détails, voir Fiche technique et Distribution.
Les Chevaliers blancs est un film franco-belge réalisé par Joachim Lafosse, sorti en 2015. Il est inspiré du livre Nicolas Sarkozy dans l'avion ? Les zozos de la Françafrique. Il est présenté en compétition officielle au Festival international du film de Saint-Sébastien 2015 où Joachim Lafosse remporte la Coquille d'argent du meilleur réalisateur.

## Synopsis
Inspiré de l'affaire de L'Arche de Zoé, le film Les Chevaliers blancs présente le parcours des membres de l'ONG Move for Kids de leur arrivée au Tchad jusqu'à leur arrestation.

## Fiche technique
- Titre français : Les Chevaliers blancs
- Réalisation : Joachim Lafosse
- Scénario : Joachim Lafosse, Thomas van Zuylen et Bulle Decarpentries d'après le livre Nicolas Sarkozy dans l'avion ? Les zozos de la Françafrique de François-Xavier Pinte et Geoffroy d'Ursel
- Photographie : Jean-François Hensgens
- Montage : Sophie Vercruysse
- Production : Jacques-Henri Bronckart, Olivier Bronckart et Sylvie Pialat
- Société de production : Versus Production, Les Films du Worso, France 3 Cinéma, BNP Paribas Fortis Film Finance, Le Pacte, Prime Time, RTBF et Proximus
- Société de distribution : Le Pacte (France)
- Pays d'origine :  Belgique,  France
- Format : couleur - 35 mm
- Genre : drame
- Durée : 112 minutes
- Dates de sortie :
  - Canada : 12 septembre 2015  (Festival international du film de Toronto 2015)
  - Espagne : 24 septembre 2015 (Festival international du film de Saint-Sébastien 2015)
  - France : 20 janvier 2016
  - Belgique : 27 janvier 2016

## Distribution
- Vincent Lindon : Jacques Arnault
- Louise Bourgoin : Laura Turine
- Valérie Donzelli : Françoise Dubois
- Reda Kateb : Xavier Libert
- Stéphane Bissot : Marie Latour
- Raphaëlle Bruneau : Nathalie Joris
- Jean-Henri Compère : Roland Duchâteau
- Philippe Rebbot : Luc Debroux
- Yannick Renier : Chris Laurent
- Tatiana Rojo : Christine Momboza
- Catherine Salée : Sophie Tinlot
- Luc Van Gunderbeeck : Yves Meynard
- Bintou Rimtobaye : Bintou
- Nahar Salah Abakar : Hassan
- Ahmad Majoubi : Chef Olafi

## Réception critique
L'Express accorde seulement une étoile sur cinq, soulignant « un sujet en or scénarisé de manière étrangement absconse » pour un film où, « pour peu qu'on ne connaisse pas le dossier, impossible de comprendre les motivations et implications des personnages. Cela s'appelle passer à côté d'une histoire. ».

## Distinctions
- 2015 : Coquille d'argent du meilleur réalisateur au Festival de Saint-Sébastien pour Joachim Lafosse

## Aviation au cinéma
Plusieurs avions sont visibles tout au long du film (par ordre d'apparition à l'écran) :
- Lockheed C-130 Hercules (immatriculation non visible) ;
- Pilatus PC-6 /B2-H4 Turbo Porter, F-HDEY[3] ;
- Cessna T.210M Turbo Centurion, CN-TKT[4] ;
- Boeing 737 (immatriculation non visible).